# Tahinopita
Tahinopita es un pastel chipriota aromatizado con pasta de sésamo.
Existen versiones que utilizan harinas preparadas de masa rápida con agentes leudantes químicos (tales como bicarbonato de sodio o polvo de hornear), versiones con levadura, y versiones con capas de masa filo. Como en su mayoría las versiones no contienen productos lácteos, huevos, o aceite, es un alimento popular durante la Cuaresma y pueden ser consideradas veganas.
En griego, pita (πίττα) es una palabra genérica utilizada para hacer referencia a pan, factura, pastel o repostería, y tahinopita designa a un rollo de pan dulce.